# Nash Ridge
Nash Ridge är en bergstopp i Antarktis. Den ligger i Östantarktis. Nya Zeeland gör anspråk på området. Toppen på Nash Ridge är 1 418 meter över havet.
Terrängen runt Nash Ridge är varierad. Trakten är obefolkad. Det finns inga samhällen i närheten. 